# Ehringshausen
Ehringshausen é um município da Alemanha, situado no distrito de Lahn-Dill, no estado de Hesse. Tem 45,43 km² de área, e sua população em 2019 foi estimada em 9.325 habitantes.